# Tremont City
Tremont City är en ort (village) i Clark County i Ohio. Vid 2020 års folkräkning hade Tremont City 352 invånare.